# 大澤繁昌
大澤 繁昌（おおさわ しげまさ、1951年9月14日 - ）は、日本の実業家、馬主。
圧着端子、コネクタ、ワイヤーハーネスなどの電子機器の販売を手掛ける大沢電機株式会社の代表取締役社長を務める。

## 経歴
愛知県名古屋市出身。28歳で初めて起業したもののその会社は間もなく倒産、1年間のアルバイト生活を経て、1980年に大沢電機商会を創業した。翌年に大沢電機株式会社を設立。

## 馬主活動

大澤の勝負服

日本中央競馬会（JRA）および地方競馬全国協会（NAR）に登録する馬主としても知られる。勝負服の柄は代表所有馬ラインクラフトなどを管理した調教師の瀬戸口勉が決めたという桃、緑星散、袖緑二本輪、冠名には初の所有馬ラインシルバーをその父、ラインゴールドから命名したことをきっかけに「ライン」を用いる。
馬主になったきっかけは、後輩だった増田雄一が馬を持とうとした際に大澤にも馬の所有を持ちかけたこと。ここで2人でNARの馬主となったのち、テンシノキセキなどの馬主であった杉谷桝夫と仕事を通じて出会い、JRAの馬主資格取得を勧められたことで増田とともに申請。その申請は通り、2人揃って資格を得た。

### 来歴
- 1991年 - NARの馬主資格取得（JRAの資格は後年）[1]。
- 2004年 - ラインクラフトがファンタジーステークスを制し、重賞初制覇[1]。
- 2005年 - ラインクラフトが桜花賞を制し、GI競走およびクラシック競走初制覇[1][4]。

## 主な所有馬

### GI級競走優勝馬
- ラインクラフト（2004年ファンタジーステークス、阪神ジュベナイルフィリーズ3着、2005年フィリーズレビュー、桜花賞、NHKマイルカップ、秋華賞2着、マイルチャンピオンシップ3着、2006年阪神牝馬ステークス、高松宮記念2着）

### 重賞競走優勝馬
- ラインミーティア（2017年アイビスサマーダッシュ、セントウルステークス2着）
- ラインシュナイダー（2017年サマーチャンピオン）
- ラインカリーナ（2019年関東オークス、2021年ビューチフルドリーマーカップ）

### その他の所有馬
- ラインウイナー（1997年全日本2歳優駿3着）
- ラインブラッド（2009年マーガレットステークス、2012年尾張ステークス）
- ラインプレアー（2010年谷川岳ステークス）
- ラインスピリット（2016年オパールステークス、ルミエールオータムダッシュ、2017年北九州記念3着、2018年淀短距離ステークス、スプリンターズステークス3着）
- ラインルーフ（2018年名鉄杯、ブラジルカップ）